# Гвоздик Тарас Ярославович
Тарас Ярославович Гвоздик (нар. 17 квітня 1990, Куровичі, Золочівський район, Львівська область) — український футболіст, захисник «Руху» (Винники).
Вихованець школи Мирона Маркевича у Винниках, що біля Львова. У ДЮФЛ України грав за «Рух» (Винники). Після закінчення футбольної школи грав за молодіжний склад харківського «Металіста». Його приходу туди посприяв головний тренер клубу Мирон Маркевич. У сезонах 2007/08 і 2008/09 провів 10 ігор за молодіжну команду «Металіста».
2011 року виступав у чемпіонаті Львівської області за «Рух» (Винники), восени того ж року зіграв 10 матчів у першій лізі України за ФК «Львів».
У 2014 році закінчив Львівський державний університет фізичної культури, отримав ступінь бакалавра з фізичного виховання та спорту за спеціалізацією «Футбол».
У 2018 році закінчив навчання у спорт університеті UFR STAPS Université Marie et Louis Pasteur у місті Безансон (Франція), де отримав ступінь бакалавра. З 2017 по 2020 роки пройшов навчання у Федерації футболу Франції, де отримав ліцензії В та А UEFA футбольного тренера. 
У 2021 році завершив онлайн-курси в Інституті Йогана Кройфа за напрямком «Стратегічне планування у футболі».
У 2024 році здобув ступінь магістра психології у Львівському національному університеті «Львівська політехніка». Цього ж року завершив навчання у Центрі ліцензування Української асоціації футболу та отримав тренерську ліцензію «PRO» UEFA.